# Myte
Myte: (græsk μῦθος mythos "fortælling")
Ordet vandt indpas sprogbrug i 19. århundrede, og i Ordbog over det danske sprog blev følgende betydninger registreret:
1. Fra gammel tid overleveret fortælling om (hedenske) guders liv, bedrifter osv.; gudesagn.
2. (Op)digtet fortælling, der helt eller delvis mangler virkelighedsgrundlag; eventyr; usandfærdig eller urimelig fortælling eller beretning; fabel.
3. Uden forestilling om en afsluttet beretning: løs snak; digt; løgn; noget opdigtet.

Myte bliver især i hverdagssproget ofte brugt synonymt med legende, allegori, fiktion eller løgn.
Videnskabelige studier af myter betegnes som mytologi.
I religionsvidenskab og antropologi betegner en myte en religiøs fortælling, der forklarer noget om virkelighedens indretning (se ætiologi). I modsætning til et sagn eller en legende kan en myte (ligesom et eventyr) foregå uden for tid og rum. I sociologien interesserer forskningen sig især for mytens funktion i opbygningen af fællesskaber.
Roland Barthes skelnede mellem mytens struktur og normer. Strukturen skaber genkendelighed og definerer fortælleformen, mens normerne udtrykker de værdier, myten skal formidle. 